# Consorcio de Servicios Universitarios de Cataluña
El Consorcio de Servicios Universitarios de Cataluña (Consorci de Serveis Universitaris de Catalunya, CSUC) es una entidad de derecho público que agrupa a la mayor parte de las universidades catalanas, tanto públicas como privadas, para la realización de acciones conjuntas. Creada en diciembre de 2013 con la fusión del anterior Consorcio Centro de Servicios Científicos y Académicos de Cataluña (CESCA) y el Consorcio de Bibliotecas Universitarias de Cataluña (CBUC) con la intención de mejorar la eficiencia en la gestión de las universidades catalanas a través de la cooperación y la coordinación. Presta servicios a las entidades consorciadas y a otros centros de similares características. Actualmente, el director general del CSUC es Eduard Gil i Carbó.

## Historia
El 10 de diciembre de 2013 se creó el Consorcio de Servicios Universitarios de Cataluña (CSUC) para impulsar la eficiencia en la gestión de las universidades catalanas a través de la cooperación y la coordinación. Creado a iniciativa de la Generalidad de Cataluña, el CSUC integra dos consorcios anteriores que habían trabajado promoviendo y ofreciendo servicios consorciados en los ámbitos TIC y bibliotecario respectivamente, el Consorcio Centro de Servicios Científicos y Académicos de Cataluña (CESCA) y el Consorcio de Bibliotecas Universitarias de Cataluña (CBUC). Ambos se integran en el nuevo CSUC.

## Objetivo
El objetivo principal del CSUC es el de compartir o mancomunar los servicios académicos, científicos, bibliotecarios, de transferencia de conocimiento y de gestión de las entidades consorciadas, para conseguir mejorar la eficacia y la eficiencia, aumentando las sinergias y las economías de escala.

## Miembros
El Consorcio de Servicios Universitarios de Cataluña está integrado por la Generalidad de Cataluña y 10 universidades catalanas:
- Universidad de Barcelona
- Universidad Autónoma de Barcelona
- Universidad Politécnica de Cataluña
- Universidad Pompeu Fabra
- Universidad de Gerona
- Universidad de Lérida
- Universidad Rovira i Virgili
- Universidad Abierta de Cataluña
- Universidad Ramon Llull
- Universidad de Vic - Universidad Central de Cataluña

## Líneas de actividad[7]
El CSUC ofrece un amplio abanico de servicios para la universidad y la investigación, basándose en varias líneas de actividad: los sistemas para cálculo científico, tanto académico como industrial; las redes de comunicaciones (la Anilla Científica y el CATNIX); los portales y repositorios para información universitaria (TDX, RECERCAT, RACO, MDX...) y para el almacenamiento de datos; la administración electrónica (certificación digital, registro de entrada y salida, votación...); el apoyo para mejorar los servicios bibliotecarios a través de la cooperación (CCUC, PUC, BDC, MDC...); la consorciación de servicios para mejorar y racionalizar el uso de recursos y fortalecer el sistema universitario y de investigación; la promoción de estos servicios, y la operación y el mantenimiento de toda la infraestructura del Consorcio.
A continuación se describen con más detalle estas líneas de actividad:

### Cálculo científico
Ofrece servicios de supercomputación, tanto a investigadores académicos como al tejido industrial, con un amplio abanico de software científico disponible y el apoyo para utilizarlo. Proporciona, además, el Servicio de Diseño de Fármacos (SDF), que ayuda a los grupos de investigación a encontrar nuevos medicamentos más eficientemente..

### Comunicaciones
Se encarga de la gestión de la Anilla Científica, la red académica y de investigación catalana, que interconecta universidades, centros de investigación y otras instituciones del sistema de R+D+I catalán. La Anilla Científica los proporciona servicios avanzados de comunicaciones y acceso a los nodos de RedIRIS en Cataluña (alojados al CSUC), que permiten la conexión con las redes mundiales de investigación, vía GÉANT. También gestiona el Punto Neutro de Internet en Cataluña (CATNIX), que facilita el intercambio de tráfico entre operadores y proveedores de contenidos.

### Administración electrónica
Ofrece servicios de e-Administración mediante plataformas compartidas, como por ejemplo Vot, Registre, Arxiu, Logs y Signatura, entre otros.

### Repositorios y aplicaciones
Desarrolla, implanta y gestiona  repositorios digitales, cooperativos (TDX, RECERCAT, RACO, MDX, MDC...) e institucionales (PADICAT, CALAIX, Filmoteca, Scientia, MACBA...), así como aplicaciones interuniversitarias (UNEIX, UCATx...).

### Administración electrónica
Ofrece servicios de e-Administración mediante plataformas compartidas, como por ejemplo Vot, Registre, Arxiu, Logs y Signatura, entre otros.

### Servicios bibliotecarios
Entre otros programas y servicios, gestiona el Catálogo Colectivo de las Universidades de Cataluña (CCUC), el programa de préstamo interbibliotecario y la Biblioteca Digital de Cataluña (BDC).

### Ciencia abierta
Colabora con las universidades para disminuir el esfuerzo de adaptación a los requerimientos de la Ciencia Abierta e incrementa la visibilidad de la investigación hecha en Cataluña a través del Portal de la Investigación de Cataluña (PRC), apoyando a la gestión de datos de investigación y a la publicación en acceso abierto.

### Compras conjuntas[9]
Mejora y racionaliza el uso de los recursos y ayuda a fortalecer el sistema universitario y de investigación. Homogeneiza aplicaciones, plataformas y tecnologías, y aglutina la contratación de recursos y servicios básicos, como por ejemplo energía, material y gases de laboratorio, equipamiento TIC, servicios TIC, software, y otros.

### Gestión de servicios comunes
Se encarga de la gestión administrativa y económica de diversos programas y proyectos en el ámbito de universidades: el Plan Serra Húnter de contratación de profesorado, el Plan de Doctorados Industriales para contribuir a la competitividad e internacionalización de la industria catalana, los indicadores del sistema de información universitario recopilados en UNEIX...

### Infraestructura en la nube y otros servicios de CPD
Proporciona un servicio de infraestructura a la nube para ubicar aplicaciones en un entorno flexible y fácilmente escalable en modalidad de servidores gestionados o de pago por uso. Esta infraestructura permite, por ejemplo, el acceso en varios webs institucionales, universitarios o relacionados con la Sociedad de la Información, además de la hostatjament de numerosas aplicaciones (ERP, correo...).

### Formación y difusión
Contribuye a la divulgación de los servicios del CSUC con una web corporativa y boletines digitales (en catalán). También fomenta la formación de los usuarios con la organización de conferencias, cursos y seminarios y jornadas (JOCS, TAC, TSIUC, etc.).